# Séisme de 2010 aux îles Mentawaï
Le séisme de 2010 aux îles Mentawaï est un tremblement de terre d'une magnitude de 7,7  survenu au large des cotes des îles Mentawaï en Indonésie à une profondeur de 14,2 km. Ce séisme a causé un tsunami de 3 m de haut.
Le puissant tsunami a fait plus de 400 morts.
Sur l'île de Pagai du Sud, les vagues ont pénétré jusqu'à 600 mètres à l'intérieur des terres.
Selon l'observatoire géologique américain Institut d'études géologiques des États-Unis, le tremblement de terre du 25 octobre s'inscrit comme le dernier d'une série de grandes ruptures : le tristement célèbre séisme de magnitude 9,1 en 2004 ; celui de 8,7 en 2005 et de 7,9 en 2009.